# Гамильтон, Джеймс, 1-й граф Арран
Джеймс Гамильтон (англ. James Hamilton; ок. 1475—1529), 2-й лорд Гамильтон, (1479—1529), 1-й граф Арран (1503—1529) — шотландский барон, один из руководителей страны в период несовершеннолетия короля Якова V Стюарта.

## Биография
Джеймс Гамильтон был сыном Джеймса Гамильтона, 1-го лорда Гамильтона, и Марии Стюарт (1453—1488), дочери шотландского короля Якова II Стюарта и Марии Гельдернской.
В 1503 году Джеймс участвовал в переговорах о браке своего двоюродного брата, короля Якова IV, с Маргаритой Тюдор, за что был возведён в титул графа Аррана. В период правления Якова IV Джеймс Гамильтон входил в королевский совет и командовал шотландским флотом, направленным на подавление в 1504 году гэльского восстания на Гебридских островах 1501—1506 годов.
В 1513 году граф Арран вновь возглавил флот Шотландии, который в условиях начала войны с Англией был призван подкрепить действия королевской армии на суше. Однако, по не совсем понятной причине, Джеймс Гамильтон увёл флот в Ирландское море, а после бомбардировки Каррикфергуса, английской крепости в Ольстере, шотландские суда отплыли во Францию. В это время шотландская армия была разгромлена англичанами в битве при Флоддене, а король убит.
Несмотря на то, что Гамильтон был одним из ближайших родственником нового шотландского короля, малолетнего Якова V, он первоначально не выдвигал претензий на регентство, а поддержал избрание в 1515 году регентом страны Джона Стюарта, герцога Олбани. Вскоре, однако, Гамильтон был вовлечён в мятеж южно-шотландских баронов против нового правительства, но гибкая политика регента позволила восстановить стабильность в Шотландии и граф Арран вернулся в регентский совет. Во время пребывания герцога Олбани во Франции в 1517—1521 годах именно Арран возглавил правительство страны. В этот период усилилось противостояние Гамильтона и графа Ангуса, лидера проанглийской партии. Борьба за власть между Арраном и Ангусом вылилась в вооружённые столкновения, особенно острые в Эдинбурге в 1520 году, контроль над которым оспаривали обе стороны. Лишь возвращение Олбани позволило устранить угрозу гражданской войны.
В 1524 году шотландские бароны, сторонники сближения с Англией, добились смещения герцога Олбани. Было провозглашено начало самостоятельного правления короля Якова V, однако фактически власть захватил граф Ангус. Джеймс Гамильтон вместе с королевой Маргаритой возглавили оппозицию новому режиму. На их сторону вскоре перешла большая часть шотландской знати, однако все попытки свержения Ангуса, удерживающего контроль над молодым королём, проваливались. Лишь в мае 1528 года Якову V удалось бежать из Эдинбурга и возглавить собранные Арраном отряды дворянского ополчения, которые захватили столицу и изгнали Ангуса из страны. Вскоре после восстановления власти короля, в 1529 году, граф Арран скончался.